# Norape discrepans
Norape discrepans is een vlinder uit de familie van de Megalopygidae. De wetenschappelijke naam van de soort is voor het eerst geldig gepubliceerd in 1860 door Wallengren.